# Miktionsurosonografie
Die Miktionsurosonografie ist eine Methode des kontrastverstärkten Ultraschalls, welche als strahlensparende Alternative zur Miktionszystourethrogramm eingesetzt wird, um den vesico-uretero-renalen Reflux (VUR), also das Zurückfließen von Urin von der Harnblase in die Nieren, zu prüfen. Sie wird hauptsächlich bei Kindern eingesetzt.

## Grundlagen
Siehe auch Hauptartikel vesikorenaler Reflux
Der vesiko-uretero-renale Reflux (VUR) ist insbesondere im Kindesalter eine der häufigsten Ursachen für fieberhafte Harnwegsinfekte.
Prinzipiell werden unterschieden:
- Primärer VUR: Angeboren, meist anatomisch bedinge Fehlfunktion des Verschlussmechanismus der Harnleitermündung in die Harnblase
- Sekundärer VUR: Gestörter Harnabfluss aus der Blase, Schädigung/Entzündung der Schleimhaut, Operationen (z. B. nach Schlitzung einer Ureterozele)

bzw.
- Niederdruckreflux: Reflux schon bei Blasenfüllung
- Hochdruckreflux: Reflux erst bei Druckerhöhung in der Blase während der Miktion

Durch den Reflux können Keime entlang der Harnwege in die Nieren gelangen und so zu fieberhaften Harnwegsinfekten führen. Der (primäre) VUR im Kindesalter reift während des Wachstums häufig aus („maturiert“), so dass nach Nachweis eines VUR nicht sofort eine operative Therapie notwendig ist. Abhängig vom Schweregrad des VUR wird eine niedrig dosierte Antibiotikaprophylaxe zur Vermeidung von fieberhaften Harnwegsinfektionen und zunächst ein abwartendes Verhalten empfohlen. Zeigen Kontrolluntersuchungen keinen Reflux mehr, kann die Antibiotikaprophylaxe abgesetzt werden. Persistiert der VUR, so sollte ab dem dritten Lebensjahr oder bei ständig auftretenden fieberhaften Harnwegsinfektionen trotz Antibiotika eine Antirefluxplastik (Unterspritzung der Ureterostien, Ureterneueinpflanzung) erfolgen.

## Refluxprüfung

Beidseitiger Reflux in der MCU

Neben der Sonografie des Harntraktes zur Dokumentation der Anatomie und evtl. schon bestehender krankhafter Veränderungen muss bei Auftreten fieberhafter Harnwegsinfekte eine Refluxprüfung durchgeführt werden, da der alleinige Ultraschall einen Reflux als deren Ursache nicht sicher zu detektieren vermag.

## Miktionscystourografie (MCU)
Siehe auch Hauptartikel Miktionszystourethrogramm
Die MCU ist die verbreitetste Methode zur Prüfung des VUR. Vorteil ist die einfachere Beurteilbarkeit der Harnröhre im Vergleich zur Miktionsurosonografie. Nachteil ist allerdings die mit einer Röntgenuntersuchung zwangsläufig verbundene Strahlendosis, zumal bei dieser Untersuchung die Gonaden im Nutzstrahlenbündel liegen (die Röntgenstrahlung also in voller Dosis abbekommen).

## Sonografische Refluxprüfung mittels MUS

Kontrastmittel in der Harnblase mit Reflux in den linken Harnleiter

Kontrastmittel im Nierenbecken der linken Niere

Das Prinzip der Miktionsurosonografie (MUS) ist das gleiche wie das der MCU: Durch Einbringen eines Kontrastmittels in die Blase kann sichtbar gemacht werden, ob der Urin zurück in die Nieren fließen kann. Die MUS verwendet hierfür spezielle Ultraschallkontrastmittel (siehe dort: Kontrastmittelverstärkter Ultraschall). Das Einbringen des Kontrastmittels in die Blase kann durch Punktion der Harnblase oder durch das Legen eines Blasenkatheters durch die Harnröhre erfolgen. Da der Katheter deutlich schonender und weniger aufwändig zu legen ist, hat er sich als praktikabler erwiesen.

### Untersuchungsablauf
- Sonografie des Harntraktes zur Darstellung der Anatomie
- Einlage eines Blasenkatheters unter sterilen Kautelen
- Ggfs. Füllung der Harnblase mit körperwarmer, isotonischer Kochsalzlösung (0,9 %)
- Umschalten des Sonografiegerätes in den Kontrastmodus
- Instillation des Echokontrastverstärkers (z. B. Levovist®, SonoVue®)
- Sorgfältige Untersuchung des Retrovesikalraumes (um einen erstgradigen Reflux zu erkennen)
- Umlagerung des Patienten, je nach Kooperationsbereitschaft in Bauchlage, in sitzende Position oder Belassen der Rückenlage
- Sorgfältige Untersuchung beider Nieren
- Weiteres Auffüllen der Blase mit isotonischer Kochsalzlösung
- Untersuchung während des Wasserlassens
- Gegebenenfalls zweite Füllung, falls erforderlich und falls der Katheter noch an Ort und Stelle liegt

### Erstuntersuchung

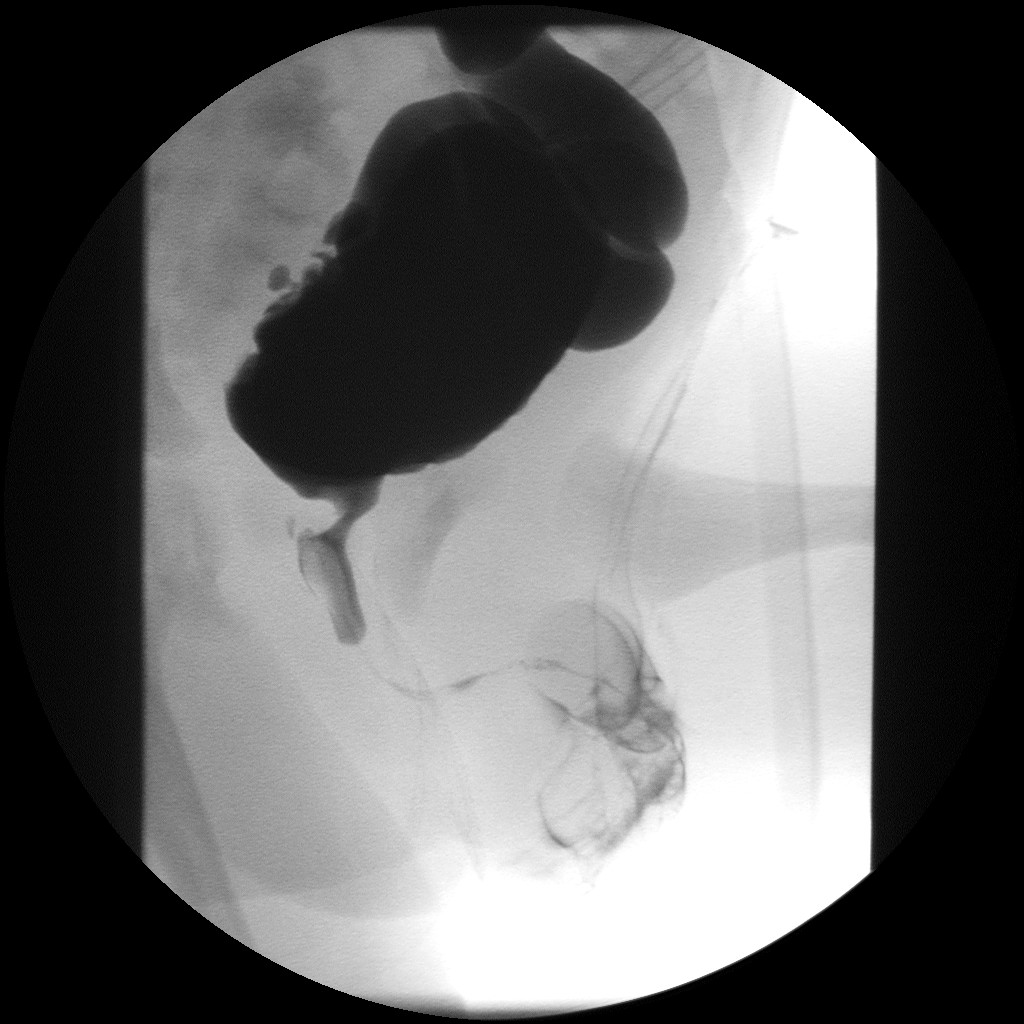
Subvesicale Obstruktion bei Urethralklappe

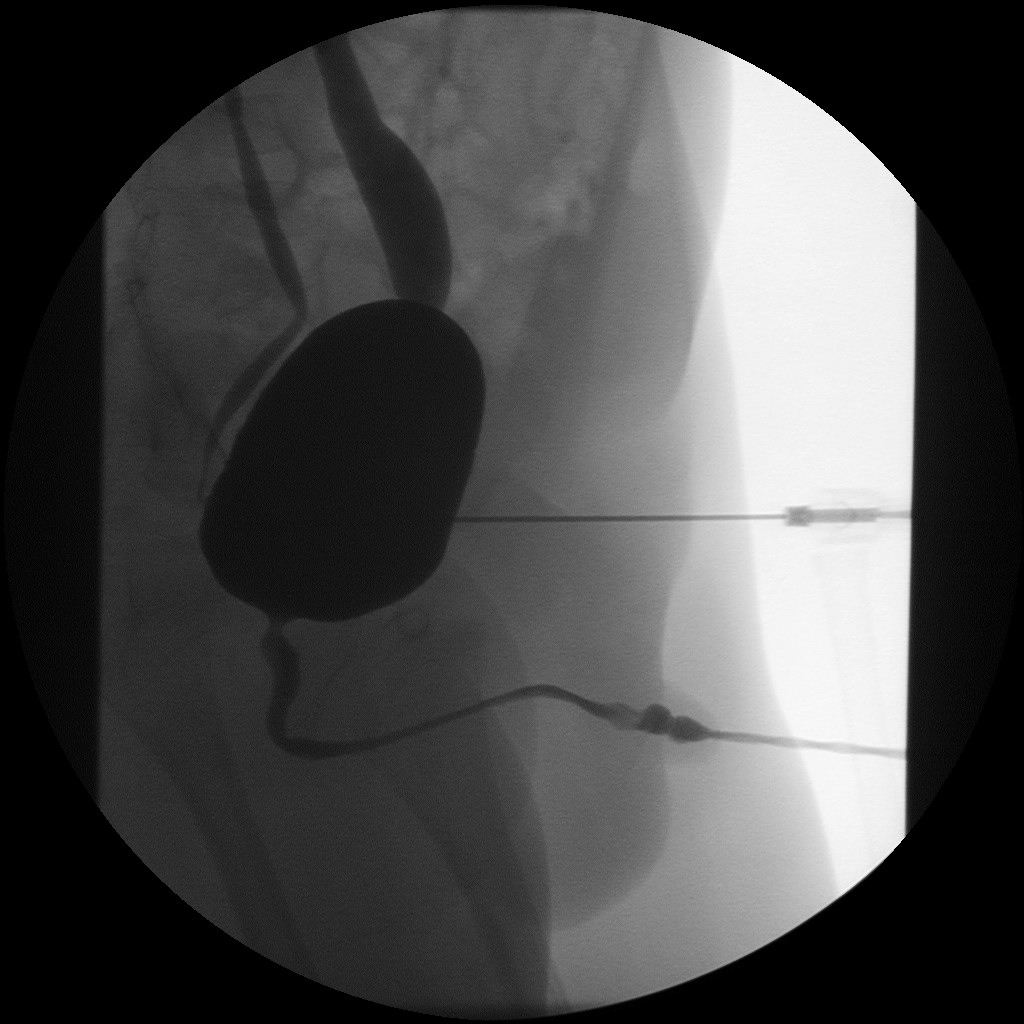
Unauffällige Urethra, aber beidseitiger Reflux

Beim Mädchen ist die MUS schon als Erstuntersuchung und für die weiteren Verlaufskontrollen zu empfehlen. Die Erstuntersuchung beim Jungen erfordert die Darstellung der Harnröhre, da dort Harnröhrenklappen vorliegen können. Dies gelingt bei der MUS nur sehr erfahrenen Untersuchern, so dass die Erstuntersuchung bei Knaben häufig noch als konventionelles MCU erfolgt.